# Otta
För andra betydelser, se Otta (olika betydelser).
Otta avser den tidpunkt under dygnet då natten börjar övergå i morgon. Det är ett äldre fornsvenskt och gemensamt germanskt ord med en indoeuropeisk stam och kan spåras till sanskrits aktú, natt eller mörker. Ordet har ingen koppling till klockslaget åtta.
Förr användes ordet flitigare. Man kunde säga att man "tröskade otta" när man klev upp mycket tidigt för att tröska. Ottefoder kallades det foder som man gav till djur mycket tidigt på morgonen.
På senare tid förknippas ordet ofta med tidig gudstjänst (ottesång, känt sedan åtminstone 1600-talet), men förekommer även i vissa andra sammanhang. Att "gå på otta" kan även innebära att man arbetar mycket tidigt på morgonen. Att "göra ottan" eller "gå upp i ottan" syftar på att stiga upp ur sängen tidigt på morgonen.